# شهرستان الریده وقصیعر
ناحیهٔ الریده وقصیعر (به عربی: مدیریة الریدة وقصیعر) یک ناحیه در یمن است که در استان حضرموت واقع شده‌است.
ناحیهٔ الریده وقصیعر  ۴۵٬۱۸۰ نفر جمعیت دارد.